# Zhidan
Zhidan, tidigare romaniserat Paoan, är ett härad som lyder under Yan'ans stad på prefekturnivå i Shaanxi-provinsen i norra Kina.
Zhidan var slutdestinationen i den Långa marschen och blev det kinesiska kommunistpartiets högkvarter från juli 1936 till januari 1937.
Häradet hette tidigare Bao'an (Paoan), men döptes om till Zhidan till minne av den kinesiske revolutionären Liu Zhidan.

## Källa
1. ↑  ”worldpostmarks.net”. Arkiverad från originalet den 2 januari 2015. https://web.archive.org/web/20150102101710/http://worldpostmarks.net/HTML%20Countries/china.htm. Läst 22 juli 2015.